# Stegosaurus
Stegosaurus — aportuguesado como estegossauro (pronúncia em português: [iʃtɛɡɔˈsawru]) ou estegossáurio — é um gênero de dinossauros herbívoros tireóforos. Os fósseis deste gênero datam do período Jurássico Superior, do período Kimmeridgiano aos primeiros estratos envelhecidos do Tithoniano, entre 155 e 148 milhões de anos atrás, no oeste dos Estados Unidos e em Portugal. Das espécies que foram classificadas da parte superior da Formação Morrison no oeste dos Estados Unidos, apenas três são universalmente reconhecidas; S. stenops, S. ungulatus e S. sulcatus. Foram encontrados os restos mortais de mais de 80 animais desse gênero. Stegosaurus teria vivido ao lado de dinossauros como Apatosaurus, Diplodocus, Brachiosaurus, Allosaurus e Ceratosaurus; os dois últimos podem ter sido predadores do gênero.
Eles eram grandes herbívoros quadrúpedes com costas arredondadas, fortemente equipados, tinham membros anteriores curtos, membros posteriores longos e tinham caudas erguidas no ar. Devido à sua combinação distinta de placas largas e verticais e cauda pontiaguda com pontas, o Stegosaurus é um dos mais facilmente reconhecíveis dinossauros. A função desse conjunto de placas e pontas tem sido objeto de muita especulação entre os cientistas. Hoje, é geralmente aceito que suas caudas pontiagudas tenham sido mais provavelmente usadas para defesa contra predadores, enquanto que suas placas poderiam ter sido usadas principalmente para exibição, e secundariamente para funções termorreguladoras. Stegosaurus tinha uma proporção cérebro-massa corporal relativamente baixa. Tinha um pescoço curto e uma cabeça pequena, o que significa que ele provavelmente comia arbustos e moitas. Uma espécie, Stegosaurus ungulatus, é a maior entre todos os estegossauros conhecidos (maior até do que outros dinossauros relacionados como Kentrosaurus e
Huayangosaurus).
Os restos de Stegosaurus foram identificados pela primeira vez durante a "guerra dos ossos", pelo paleontólogo norte-americano Othniel Charles Marsh. Os primeiros esqueletos descobertos eram fragmentados e os ossos estavam espalhados, e demoraria muitos anos para que a verdadeira aparência desses animais, incluindo sua postura e arranjo de placas, se tornasse bem compreendida. O nome Stegosaurus vem do grego, στέγος-σαῦρος (stegos-sauros), e significa "lagarto telhado", em referência às suas placas ósseas. Apesar de sua popularidade em livros e filmes, os esqueletos montados de Stegosaurus não eram os principais nos museus de história natural até meados do século XX, e muitos museus tiveram que montar exposições compostas com fósseis de várias espécies diferentes devido à falta de esqueletos completos. Stegosaurus é um dos dinossauros mais conhecidos e já apareceu em filmes, selos postais e em muitos outros tipos de mídia.

## Descrição

Tamanho de um S. ungulatus (laranja) e um S. stenops (verde) comparados a um humano

O quadrúpede Stegosaurus é um dos gêneros de dinossauros mais facilmente identificáveis, devido à fila dupla distinta de placas em forma de pipa que se elevavam verticalmente ao longo de suas costas arredondadas e dos dois pares de longos espigões que se estendiam horizontalmente próximo do final da cauda. Indivíduos grandes poderiam crescer até 9 metros (29,5 pés) de comprimento e pesar entre 5,3 e 7 toneladas métricas (5,8 e 7,7 toneladas curtas). Um tipo de armadura parece ter sido necessária no período, pois as espécies de Stegosaurus coexistiram com grandes dinossauros terópodes predadores, tais como Allosaurus e Ceratosaurus.
A maioria das informações conhecidas sobre o Stegosaurus vem dos restos de animais adultos; porém, mais recentemente, restos juvenis do gênero foram encontrados. Um espécime subadulto, descoberto em 1994 no estado de Wyoming, Estados Unidos, tem 4,6 metros de comprimento e 2 metros de altura, e estima-se que tenha pesado 2,4 toneladas métricas (2,6 toneladas curtas) enquanto vivo. Ele está exposto no Museu Geológico da Universidade de Wyoming.

### Crânio

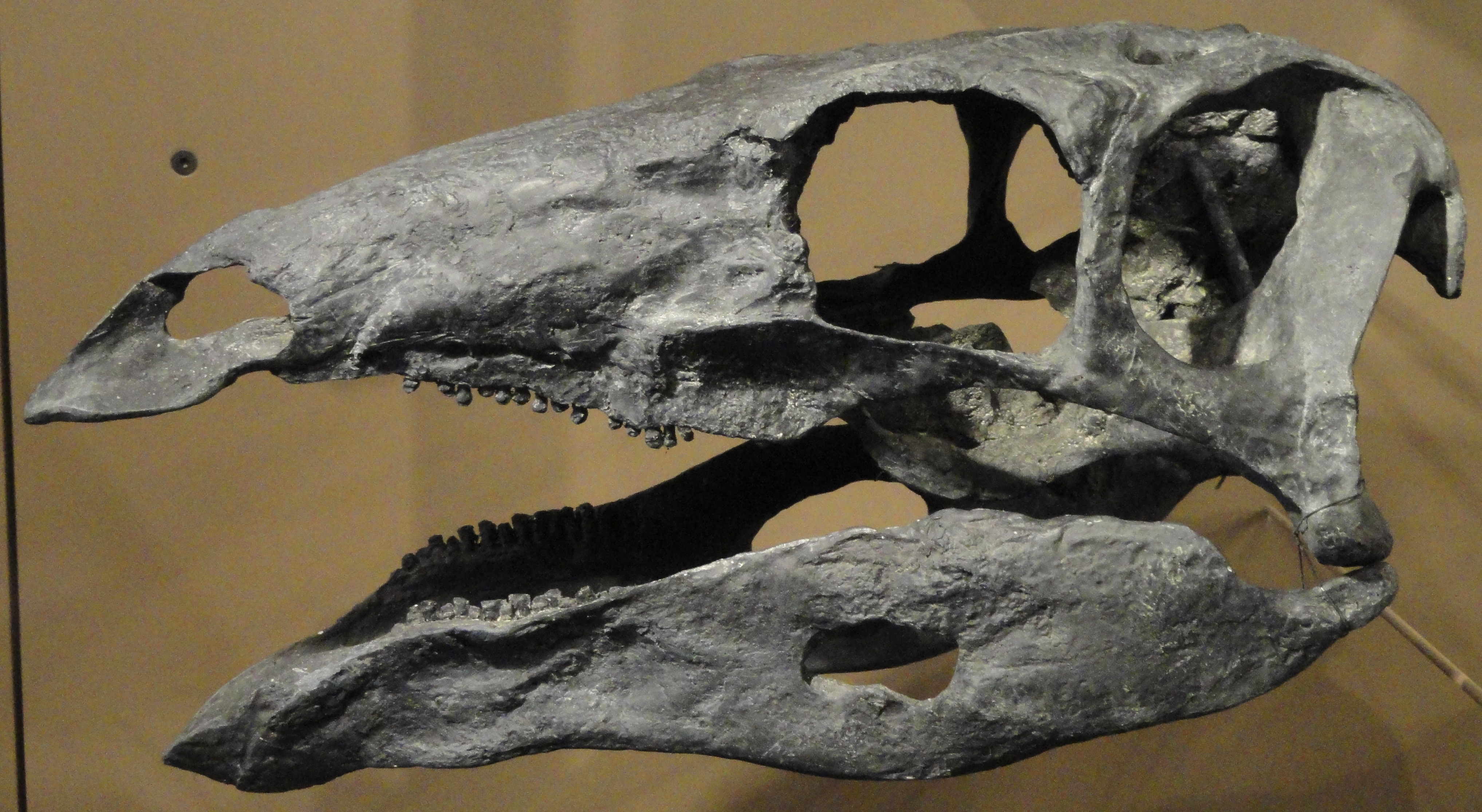
Molde do crânio de um S. stenops, Museu de História Natural de Utah

O crânio longo e estreito era pequeno em proporção ao resto do corpo. Tinha uma pequena fenestra anterorbital, um orifício entre o nariz e o olho comum à maioria dos arcossauros, incluindo pássaros modernos, embora perdidos em crocodilianos existentes. A baixa posição do crânio sugere que Stegosaurus poderiam ter sido buscadores de vegetação rasteira. Esta interpretação é apoiada pela ausência de dentes da frente e sua provável substituição por um bico córneo ou ranfoteca. O maxilar inferior tinha extensões ou cristas planas para baixo e para cima que teriam escondido completamente os dentes quando vistos de lado, e eles provavelmente dispunham de um bico semelhante ao de uma tartaruga em vida. A presença de um bico estendido ao longo de muitas das mandíbulas pode ter impedido a presença de bochechas nessas espécies. Um bico tão extenso como esse provavelmente era exclusivo de Stegosaurus e de alguns outros estegossaurídeos avançados entre os ornitísquios, que geralmente tinham bicos limitados às pontas da mandíbula. Outros pesquisadores interpretaram essas extensões como versões modificadas de estruturas similares em outros ornitísquios que poderiam ter suportado bochechas carnudas, em vez de bicos. Os dentes de estegossauros eram pequenos, triangulares e planos; e facetas de desgaste mostram que eles moíam sua comida.
Apesar do tamanho geral do animal, o neurocrânio do Stegosaurus era pequeno, não sendo maior que o de um cão. Um neurocrânio bem preservado do gênero permitiu a Marsh obter, na década de 1880, um molde da cavidade cerebral ou endocast do animal, o que dava uma indicação do tamanho do seu cérebro. O endocast mostrou que o seu cérebro era de fato muito pequeno, o menor em proporção entre todos os moldes de dinossauros então conhecidos. O fato de que um animal que pesava mais de 4,5 toneladas métricas (5 toneladas curtas) poderia ter um cérebro de não mais que 80 gramas (2,8 onças) contribuiu para a antiga ideia popular de que não existiam dinossauros inteligentes, uma ideia amplamente rejeitada atualmente. A anatomia cerebral real do Stegosaurus é pouco conhecida, mas o seu cérebro era muito pequeno, até mesmo para um dinossauro, encaixando-se bem com um estilo de vida lento e herbívoro e uma complexidade comportamental limitada.

### Esqueleto

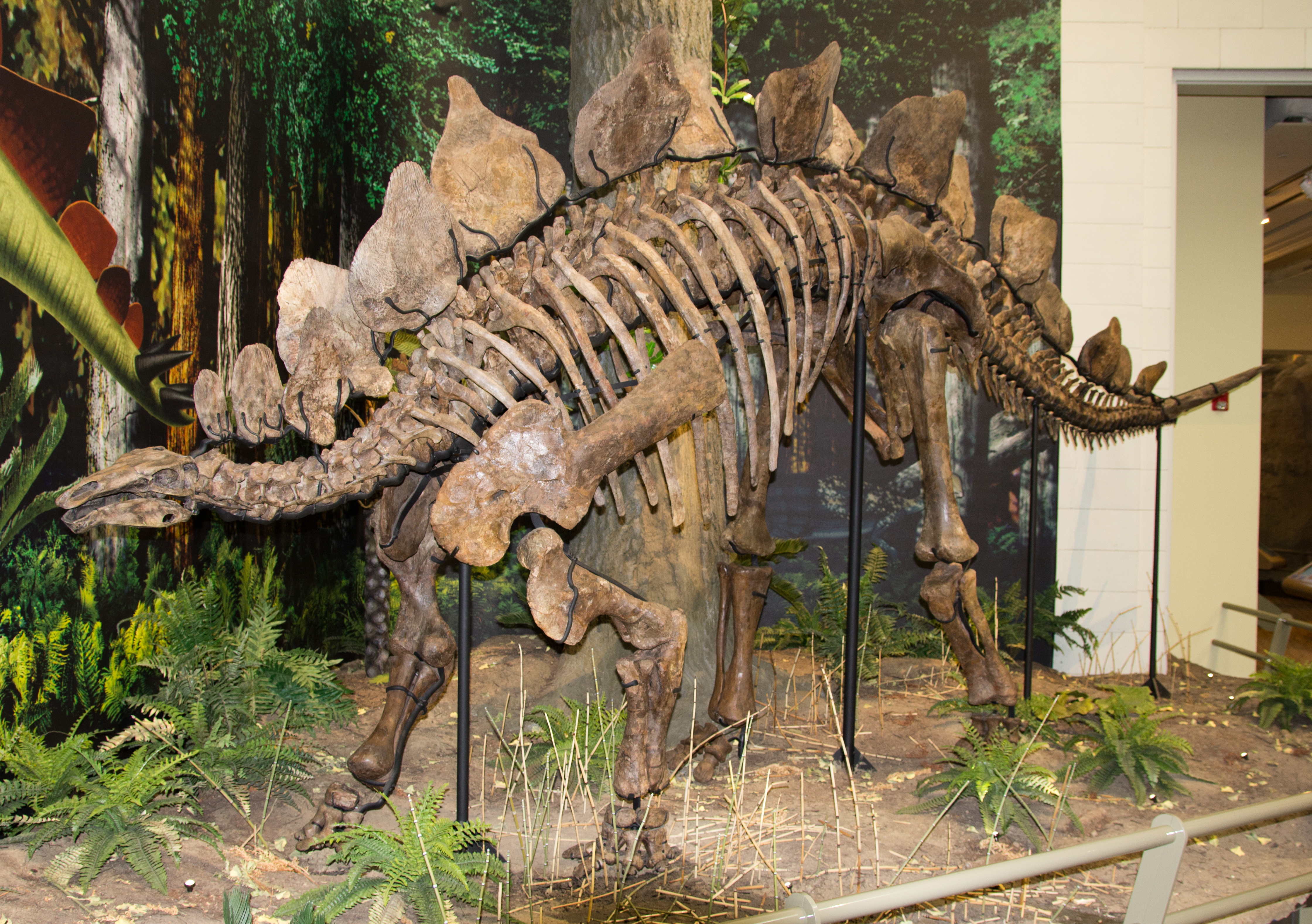
Esqueleto composto montado referente a S. ungulatus, Museu Carnegie de História Natural

Na espécie Stegosaurus stenops existiam 27 ossos na coluna vertebral anteriores ao sacro, possuindo um número variável de vértebras nele, com quatro na maioria dos subadultos e cerca de 46 vértebras caudais (da cauda). Os pré-sacrais eram divididos em vértebras cervicais (do pescoço) e dorsais (dos lombos), com cerca de 10 cervicais e 17 dorsais do número total, sendo uma maior que a do Hesperosaurus, e duas maiores que as do Huayangosaurus, apesar de que Miragaia tenha preservado 17 cervicais e um número desconhecido de dorsais. A primeira vértebra cervical era o osso áxis, que era conectado e muitas vezes fundido ao osso atlas. Mais adiante, as proporcionalmente maiores eram as cervicais, embora que elas não eram muito diferentes em nada além do tamanho. Passadas as primeiras poucas dorsais, o centrum dos ossos tornava-se mais alongado de uma ponta à outra, e os processos transversos tornavam-se mais elevados dorsalmente. O sacro da espécie S. stenops incluía quatro vértebras sacrais, mas uma das dorsais também era incorporada à estrutura. Em alguns exemplares de S. stenops, uma vértebra caudal também era incorporada, como uma caudosacral. No Hesperosaurus haviam duas dorsosacrais e apenas quatro ossos sacrais fundidos, mas no Kentrosaurus podiam haver até sete vértebras no sacro, com ambas as dorsosacrais e caudosacrais. S. stenops preservou 46 vértebras caudais, alguns exemplares até 49, e ao longo da série, tanto o centrum quanto o espinho neural iam se tornando menores em cada vértebra, até que os espinhos neurais desapareciam na caudal de número 35. Em torno do meio da cauda, os espinhos neurais se bifurcavam, o que significa que eles se dividiam próximo ao topo.
Com vários esqueletos bem conservados, S. stenops preservou todas as regiões do seu corpo, incluindo membros. A escápula (omoplata) era subretangular, com uma lâmina robusta. Embora que nem sempre perfeitamente preservado, o topo do acrômio era ligeiramente maior que o do Kentrosaurus. A escápula era relativamente reta, embora que se curvava em direção às costas. Havia uma pequena protuberância na parte de trás da escápula, que teria servido como base do músculo tríceps. Articulado com a escápula, o coracoide era subcircular. Cada uma das patas traseiras tinha três dedos curtos, enquanto que cada pata anterior tinha cinco; apenas os dois dedos internos tinham um casco sem corte. A fórmula falangeal era 2-2-2-2-1, significando que o dedo mais interno do membro anterior tinha dois ossos, o próximo tinha dois, etc. Todos os quatro membros eram apoiados por almofadas presentes atrás dos dedos. Os membros anteriores eram muito mais curtos do que os membros posteriores, resultando em uma postura incomum. Acredita-se que a cauda era mantida afastada do solo, enquanto que a cabeça do Stegosaurus ficava em uma posição relativamente baixa, provavelmente não superior a 1 metro (3,3 pés) acima do solo.

### Placas

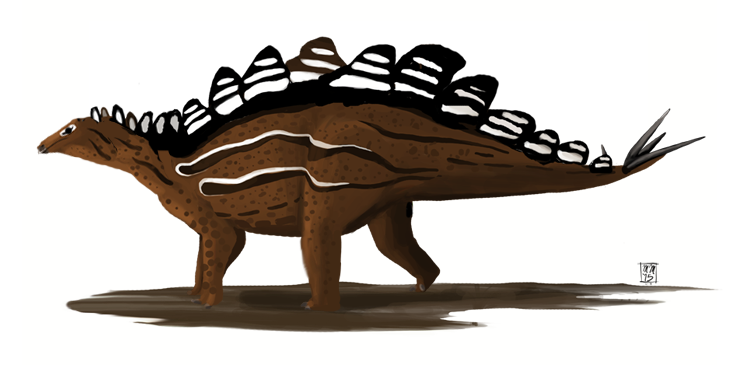
Restauração em vida de S. stenops baseada na espécie conhecida como "Sophie"

A característica mais reconhecível de Stegosaurus é a presença de um conjunto de placas dérmicas, que consistiam de 17 a 22 placas separadas juntamente com espinhos planos. Estas placas eram osteodermas altamente modificadas (escamas de núcleo ósseo), semelhante às vistas em crocodilos e muitos lagartos atuais. Elas não estavam diretamente ligadas ao esqueleto do animal, e sim à sua pele. As maiores placas eram encontradas sobre os quadris e podiam medir mais de 60 centímetros (2,0 pés) de largura por 60 de altura.
Em uma revisão de espécies de Stegosaurus de 2010, o paleontólogo britânico Peter Malcolm Galton sugeriu que o arranjo das placas nas costas poderia ter sido variado entre as espécies, e que o padrão de placas vistas de perfil poderia ter sido importante para o reconhecimento delas. Galton observou que as placas em S. stenops foram encontradas articuladas em duas filas escalonadas, em vez de emparelhadas. Poucas placas de S. ungulatus foram encontradas, e nenhuma era articulada, tornando o arranjo desta espécie mais difícil de se determinar. No entanto, a espécie-tipo de S. ungulatus preservou duas placas achatadas da cauda que eram quase idênticas em forma e tamanho, mas são imagens especulares umas das outras, sugerindo pelo menos que eram organizadas em pares. Muitas das placas eram notoriamente quirais e não foram encontradas duas placas de mesmo tamanho e forma em um único indivíduo; no entanto, placas poderiam ter sido correlacionadas entre indivíduos. Impressões tegumentares bem preservadas de placas de Hesperosaurus mostram superfícies lisas com sulcos rasos, longos e paralelos. Isso indica que as placas estavam cobertas de revestimentos queratinizados.

## Descoberta e história
Stegosaurus, é um dos muitos dinossauros coletados e descritos pela primeira vez na guerra dos ossos, foi originalmente nomeado por Marsh em 1877, por meio de restos recuperados no norte de Morrison, no estado do Colorado, Estados Unidos. Esses primeiros ossos se tornaram o holótipo do Stegosaurus armatus. Marsh inicialmente acreditava que os restos pertenciam a um animal aquático parecido com uma tartaruga, e a base para seu nome científico, "lagarto telhado", veio de sua crença inicial de que as placas estavam sobre as costas do animal, sobrepostas como telhas (ladrilhos) em um telhado. Ricos materiais de Stegosaurus foram sendo descobertos nos anos seguintes, e Marsh publicou vários artigos sobre o gênero de 1877 a 1897. Em 1878, o paleontólogo norte-americano Edward Drinker Cope nomeou Hypsirhophus discurus, como pertencendo ao gênero Stegosaurus baseado em espécimes fósseis fragmentados da Pedreira 3 de Cope próximo do local conhecido como "Cope's Nipple" em Garden Park, Colorado. Muitos pesquisadores posteriores consideraram o Hypsirhophus como um sinônimo de Stegosaurus, embora Galton (em 2010) tenha sugerido que eles eram gêneros distintos com base nas diferenças entre as suas vértebras.

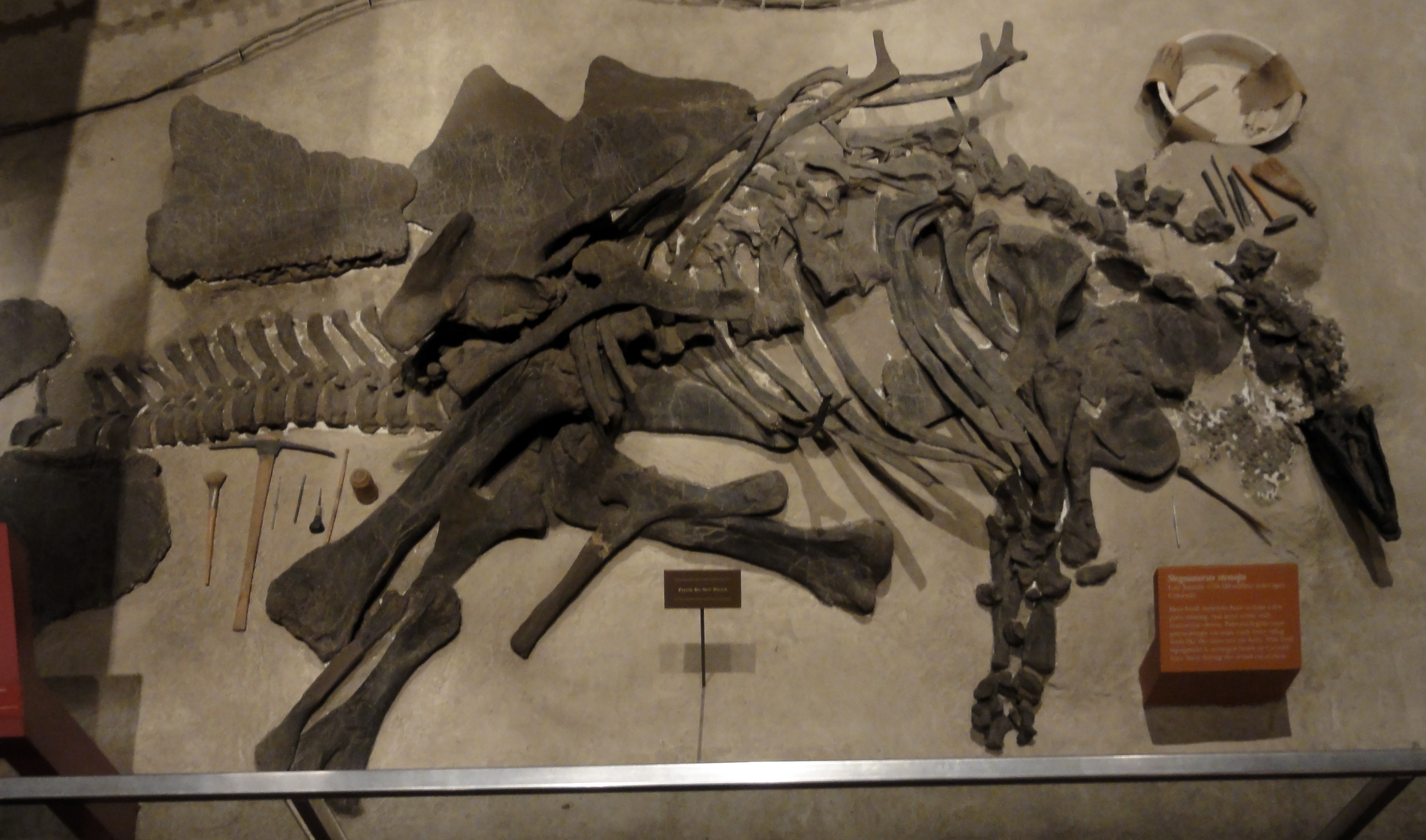
Espécie-tipo de S. stenops em exibição, Museu Nacional de História Natural

Marsh nomeou uma segunda espécie, Stegosaurus ungulatus, em 1879, e finalmente fez uma descrição mais detalhada de todos os fósseis de Stegosaurus coletados até o ano seguinte. Em 1881, ele nomeou uma terceira espécie, o Stegosaurus "affinis", baseada apenas no osso do quadril. Esta espécie foi amplamente aceita como tendo sido inadequadamente descrita e, portanto, é um nomen nudum (uma espécie que não tem uma descrição formal). O espécime foi posteriormente perdido. Marsh continuou a coletar e examinar novas espécies de Stegosaurus e, em 1887, nomeou três novas espécies: S. stenops, S. duplex e S. sulcatus. Embora que ainda não tivesse sido completamente preparada, a espécie quase completa e articulada de Stegosaurus stenops permitiu que Marsh completasse a primeira tentativa de reconstrução do esqueleto de um Stegosaurus. Esta primeira reconstrução, de S. ungulatus com partes faltantes preenchidas com fósseis de S. stenops, foi publicada por Marsh em 1891. Em 1893, o naturalista e geólogo inglês Richard Lydekker erroneamente republicou o desenho de Marsh com a indicação de um Hypsirhophus.

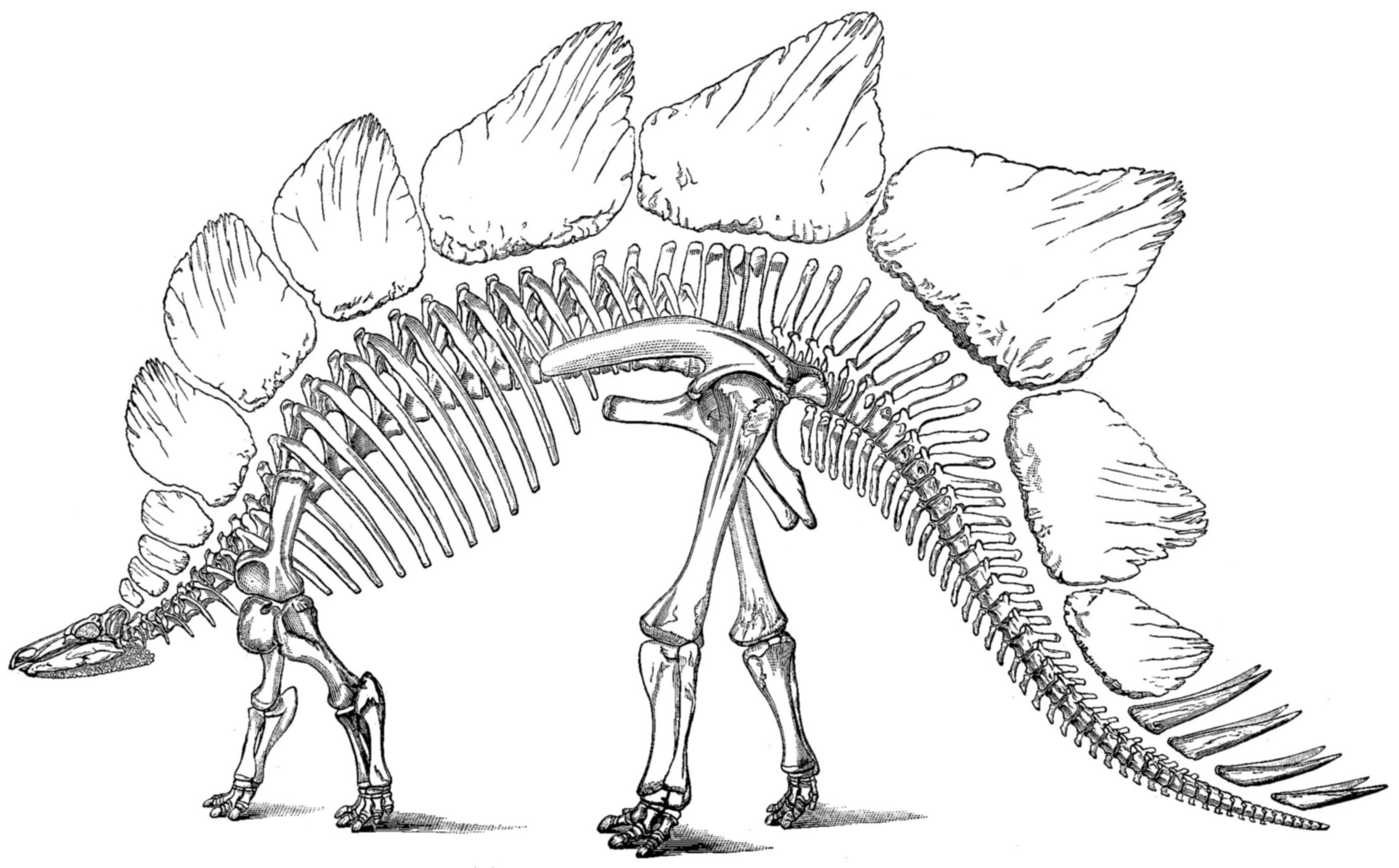
Ilustração de S. ungulatus feita por Marsh em 1891: observe a fileira única de 12 grandes placas arredondadas, feitas com base nas do S. stenops, e os oito espinhos no fim da cauda

A próxima espécie de Stegosaurus a ser nomeada foi S. marshi, pelo zoólogo e conservador de museus norte-americano Frederic Augustus Lucas em 1901. Lucas reclassificou esta espécie no novo gênero
Hoplitosaurus mais tarde naquele mesmo ano. Lucas também reexaminou a questão da aparência em vida do Stegosaurus, chegando à conclusão de que as placas estavam dispostas aos pares em duas fileiras ao longo das costas, dispostas acima das bases das costelas. Lucas autorizou que o paleoartista norte-americano Charles Robert Knight produzisse uma restauração em vida de S. ungulatus com base em sua nova interpretação. No entanto, no ano seguinte, Lucas escreveu que naquele momento passou a acreditar que as placas provavelmente estavam conectadas em fileiras escalonadas. Em 1910, o paleontologista norte-americano Richard Swann Lull escreveu que o padrão alternado observado em S. stenops provavelmente se devia ao deslocamento do esqueleto após a sua morte. Ele liderou a construção da primeira montagem esquelética de Stegosaurus no Museu Peabody de História Natural, que foi apresentada com placas emparelhadas. Em 1914, o paleontologista norte-americano Charles Whitney Gilmore argumentou contra a interpretação de Lull, observando que muitos exemplares de S. stenops, incluindo o então holótipo completamente montado, preservaram as placas em fileiras alternadas próximo ao topo das costas, e que não haviam evidências de que as placas tivessem se deslocado em relação ao corpo durante a fossilização. As interpretações de Gilmore e Lucas tornaram-se as padrões geralmente aceitas, tanto que a montagem de Lull no Museu Peabody foi alterada para refleti-las em 1924.

### Disposição das placas
Um dos principais temas em livros e artigos sobre o Stegosaurus é o arranjo de suas placas. Quatro possíveis arranjos de placas já foram propostos ao longo dos anos:

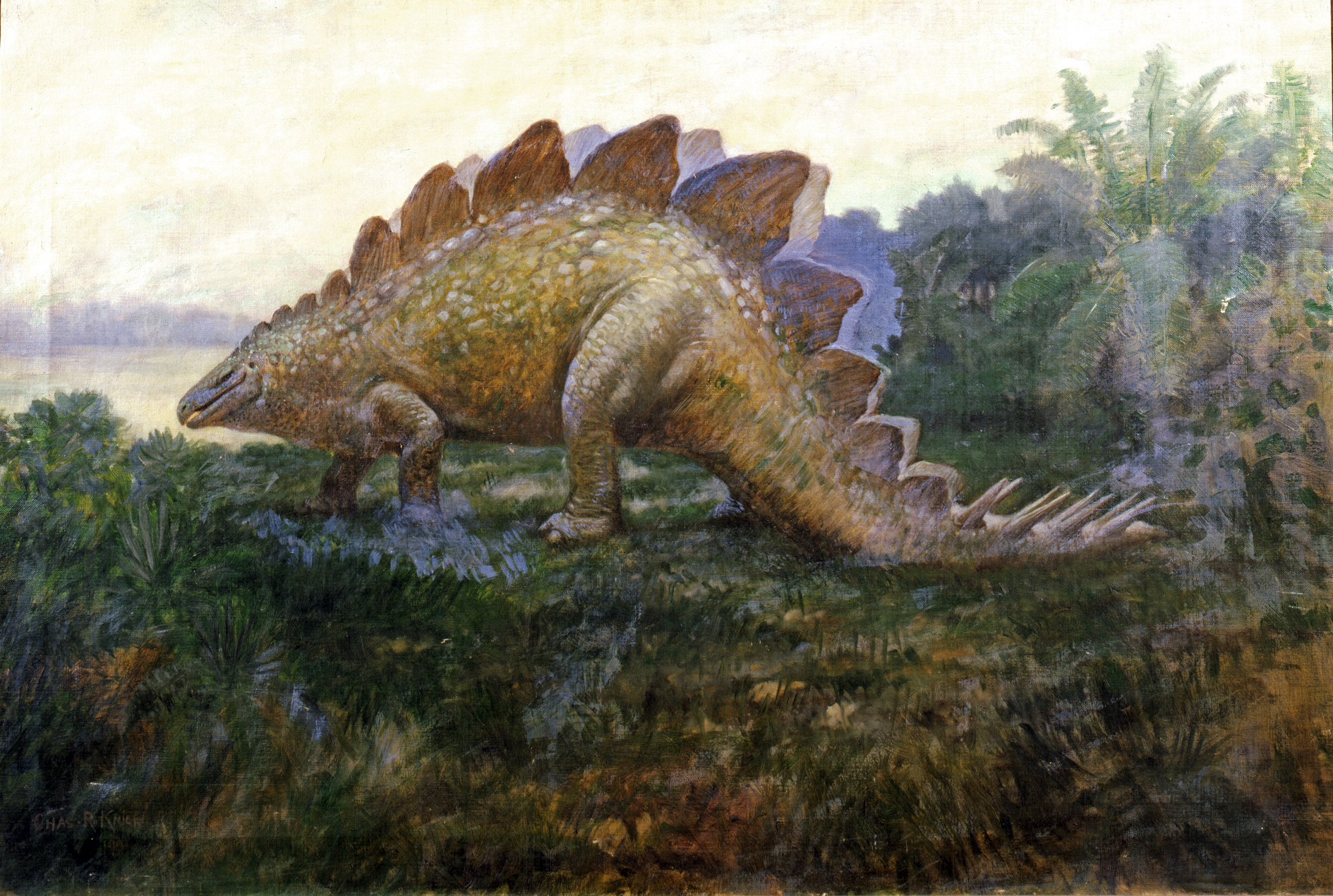
Restauração em vida de 1901 de um S. ungulatus por Knight com placas dorsais emparelhadas e oito pontas na cauda

- As placas ficavam planas ao longo das costas, formando uma espécie de armadura, semelhantes a telhas. Esta foi a interpretação inicial de Marsh, que o levou a dar o nome de "lagarto telhado" ao dinossauro. À medida que placas adicionais e algumas completas eram encontradas, sua forma mostrava que elas ficavam nas bordas, em vez de ficarem planas.[22]
- Em 1891, Marsh publicou uma visão mais familiar de Stegosaurus,[32] com uma única fileira de placas. Essa ideia foi descartada em pouco tempo (aparentemente porque era mal compreendido como as placas ficavam embutidas na pele e se pensava que elas se sobrepunham demais nesse arranjo). A hipótese foi revivida, de alguma forma modificada, na década de 1980, pelo paleontologista norte-americano Stephen Andrew Czerkas.[23]
- As placas ficavam emparelhadas em fila dupla ao longo das costas. Este é provavelmente o arranjo mais comum em ilustrações, especialmente nas primeiras e mais antigas. O Stegosaurus do filme de 1933, King Kong, possuía esse arranjo.[33]
- Duas fileiras de placas alternadas. No início dos anos 1960, essa se tornou (e ainda é) a ideia predominante, principalmente porque alguns fósseis de S. stenops, nos quais as placas ainda estão parcialmente articuladas, mostram esse arranjo. Esse arranjo é quiral e, portanto, exige que uma espécie seja distinguida de sua diferente e hipotética forma de imagem especular.[25][26]

### Espécies
Muitas das espécies inicialmente descritas foram consideradas inválidas ou sinônimas de espécies anteriormente nomeadas, restando apenas duas espécies e uma pouco conhecida. Os restos confirmados de Stegosaurus foram encontrados nas zonas estratigráficas da Formação Morrison de número 2 a 6, com restos adicionais possivelmente pertencentes ao gênero recuperados da zona estratigráfica de número 1.
- Stegosaurus ungulatus, que significa "lagarto telhado com casco", foi nomeado por Marsh em 1879,[36] a partir de restos recuperados na região de Como Bluff, no estado de Wyoming, Estados Unidos (Pedreira 12, próximo a Robber's Roost).[34] Pode ser sinônimo de S. stenops.[17] Com 9 metros (29,5 pés), era a espécie mais longa dentro do gênero Stegosaurus. Um exemplar fragmentado de Stegosaurus descoberto em Portugal e datado do Kimmeridgiano superior ao Tithoniano inferior foi provisoriamente atribuído a esta espécie.[37] O Stegosaurus ungulatus pode ser distinguido do S. stenops pela presença de membros posteriores mais longos, placas proporcionalmente menores, mais pontiagudas, com bases largas e pontas estreitas, e por várias placas pequenas, planas e semelhantes a espinhas, pouco antes dos espigões da cauda. Essas placas parecem ter sido pareadas, devido à presença de um par idêntico, porém espelhado. S. ungulatus também parece ter tido pernas (fêmures) e ossos do quadril mais longos do que outras espécies. A espécie-tipo de S. ungulatus foi descoberta com oito espinhos, embora eles estivessem espalhados longe de suas posições originais. Eles foram frequentemente interpretados como indicando que o animal tinha quatro pares de espigões na cauda. Nenhum espécime foi encontrado com conjuntos completos ou articulados de pontas na cauda, mas nenhuma espécie adicional foi encontrada preservando oito pontas juntas. É provável que o par extra de espinhos fosse proveniente de um indivíduo diferente, embora que nenhum outro osso extra tenha sido encontrado com o espécime, eles podem ser encontrados se mais escavações forem feitas no local original.[24] Espécies de outras pedreiras (como uma cauda da Pedreira 13, agora fazendo parte do esqueleto composto AMNH 650 no Museu Americano de História Natural), que referem-se a S. ungulatus com base em suas vértebras dentadas da cauda, foram preservadas com apenas quatro espinhos na cauda.[34] A espécie-tipo de S. ungulatus (YPM 1853) foi incorporada ao primeiro esqueleto montado de Stegosaurus no Museu Peabody de História Natural em 1910 por Lull. Inicialmente foi montado com placas emparelhadas, largas, acima da base das costelas, mas foi remontado em 1924 com duas fileiras escalonadas de placas ao longo da linha mediana das costas.[21] Espécimes adicionais encontrados na mesma pedreira pelo Museu Nacional de História Natural dos Estados Unidos, incluindo as vértebras caudais e uma grande placa adicional (USNM 7414), pertencem ao mesmo indivíduo que YPM 1853.[24]

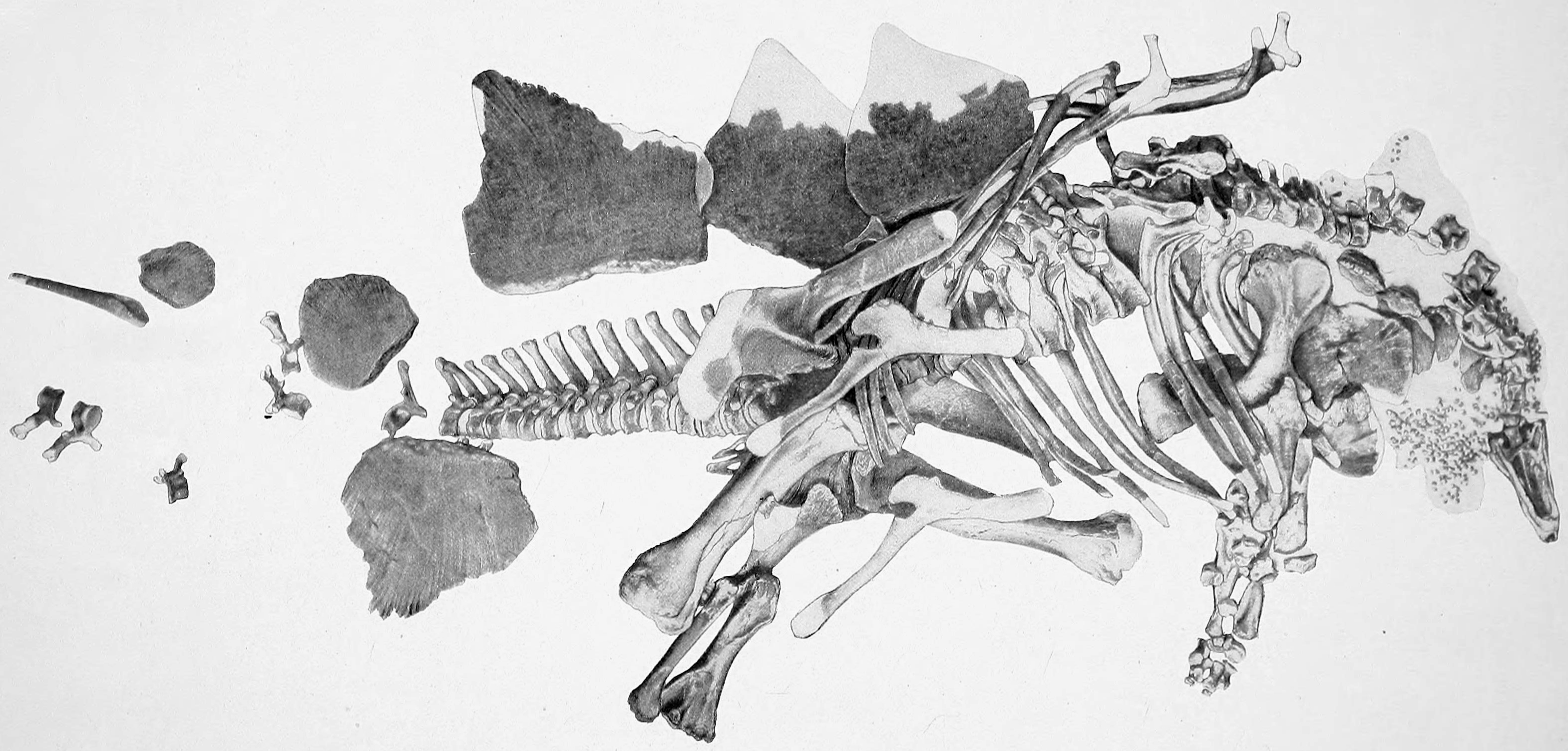
Holótipo articulado de S. stenops (USNM 4934), conhecido como o espécime "road kill"

- Stegosaurus stenops, que significa "lagarto telhado de cara estreita", foi nomeado por Marsh em 1887,[38] com o holótipo coletado pelo paleontólogo americano Marshall Parker Felch no Garden Park, ao norte de Cañon City, estado do Colorado, Estados Unidos, em 1886. Esta é a espécie melhor conhecida entre Stegosaurus principalmente porque seus restos incluem pelo menos um esqueleto articulado e completo. Tinha placas grandes, largamente proporcionais e placas arredondadas na cauda. Espécies articuladas mostram que as placas eram dispostas se alternando em uma linha dupla escalonada. S. stenops é a espécie mais bem conhecida por causa de seus, no mínimo, 50 esqueletos parciais adultos e juvenis, um crânio completo e quatro crânios parciais. Era a menor entre as espécies, medindo 7 metros (23 pés). Foram encontradas na Formação Morrison, nos estados de Wyoming, Colorado e Utah.[11]
- Stegosaurus sulcatus, que significa "lagarto telhado sulcado", foi descrito por Marsh em 1887 com base em um esqueleto parcial.[38] É tradicionalmente, considerado um sinônimo de S. armatus,[11] embora estudos mais recentes sugiram que não é.[24] S. sulcatus é distinguido de outras espécies principalmente por seus espigões excepcionalmente grandes e sulcados com bases muito grandes. Um espinho associado à espécie-tipo, originalmente pensado como sendo um espigão da cauda, pode de fato ter vindo do ombro ou do quadril, já que sua base é muito maior do que as vértebras caudais correspondentes. Uma revisão publicada pela paleontologista Susannah C. R. Maidment e seus colegas em 2008 a considerou como uma espécie indeterminada, possivelmente nem mesmo pertencendo ao Stegosaurus, mas a um gênero diferente.[39][40] Galton sugeriu que ela deveria ser considerada uma espécie válida devido a seus espigões únicos.[24]

Maidment e colegas em 2008 propuseram extensas alterações na taxonomia do Stegosaurus. Eles defendiam a sinonimização de
S. stenops e S. ungulatus com S. armatus, e o abaixamento de Hesperosaurus e Wuerhosaurus ao gênero
Stegosaurus, com suas espécies-tipo se tornando Stegosaurus mjosi e Stegosaurus homheni, respectivamente. Eles consideraram a espécie S. longispinus como
duvidosa (ou dúbia). Assim, sua concepção de Stegosaurus incluiria três espécies válidas (S. armatus, S. homheni e S. mjosi) e iriam variar do Jurássico Superior da América do Norte e da Europa ao Cretáceo Inferior da Ásia. No entanto, este esquema de classificação não foi seguido por outros pesquisadores, e uma análise cladística de 2017 em coautoria de Maidment com Thomas Raven rejeita a sinonímia do Hesperosaurus com
Stegosaurus. Em 2015, Maidment et al. revisaram sua sugestão devido ao reconhecimento de S. armatus por Galton como nomen dubium e sua substituição pela S. stenops como espécie-tipo.

### Espécies dúbias e sinônimos juniores
- Stegosaurus armatus, que significa "lagarto de telhado blindado", foi a primeira espécie a ser descoberta e as espécies-tipo originais foram nomeadas por Marsh em 1877.[28] Ficou conhecida a partir de um esqueleto parcial, e mais de 30 espécies fragmentadas que foram atribuídas a ela.[11] No entanto, a espécie-tipo era muito fragmentada, consistindo apenas de uma cauda parcial, quadris e pernas, partes de algumas vértebras caudais e uma única placa fragmentária (cuja presença foi usada para dar ao animal seu nome). Nenhuma outra placa ou espinho foram encontrados, e toda a metade frontal do animal parece não ter sido preservada.[34] Como a espécie-tipo foi encontrada muita fragmentada, é extremamente difícil compará-la com outras espécies baseadas em exemplares melhores conservados, e hoje é amplamente considerada como sendo um nomen dubium. Por causa disso, a espécie-tipo de Stegosaurus foi substituída pela S. stenops em uma decisão da ICZN em 2013.[42]
- Stegosaurus "affinis", nomeado por Marsh em 1881, só é conhecido a partir de um púbis que já foi perdido. Isso porque Marsh não forneceu uma descrição adequada do osso com o qual distinguisse uma nova espécie, esse espécime é considerado como um nomen nudum.[29]
- Diracodon laticeps foi descrito por Marsh em 1881, a partir de alguns fragmentos de uma maxila.[43] Robert Thomas Bakker ressuscitou D. laticeps em 1986 como um sinônimo sênior de S. stenops,[44] embora outros tivessem notado que o material nunca tinha sido analisado e que era somente atribuído ao Stegosaurus sp., tornando-o um nomen dubium.[34]
- Stegosaurus duplex, que significa, "lagarto telhado de dois plexos" (em alusão ao canal neural grandemente aumentado do sacro que Marsh caracterizou como um "caso de cérebro traseiro"), foi nomeado por Marsh em 1887 (incluindo o espécime do holótipo). Os ossos desarticulados foram coletados em 1879 por Edward Ashley em Como Bluff. Marsh inicialmente o distinguiu do S. ungulatus com base no fato de que cada vértebra sacral (do quadril) tinha a sua própria costela, que ele alegou ser diferente da anatomia do S. ungulatus; no entanto, o sacro da espécie não havia sido descoberto para comparações com o S. duplex. Marsh também sugeriu que o S. duplex poderia não ter possuído armadura, uma vez que não foram encontradas placas nem espigões com o espécime, embora que um único espinho possa ter estado presente nas proximidades e o reexame dos mapas do local tenha mostrado que todo o espécime foi encontrado altamente desarticulado e disperso.[34] Atualmente, é geralmente considerado como sendo um sinônimo da espécie S. ungulatus, e partes do espécime foram realmente incorporadas ao esqueleto dela no Museu Peabody em 1910.[24]

### Espécies reatribuídas
- Stegosaurus marshi, descrito por Lucas em 1901, foi renomeado como Hoplitosaurus em 1902.[29]
- Stegosaurus priscus, descrito pelo paleontologista húngaro Franz Nopcsa von Felső-Szilvás em 1911, foi atribuído ao Lexovisaurus[11] e é agora a espécie-tipo do Loricatosaurus.[39]
- Stegosaurus longispinus foi nomeado por Gilmore.[29] E hoje é a espécie-tipo do gênero Alcovasaurus.[45]
- Stegosaurus madagascariensis, de Madagascar, é conhecido unicamente a partir de dentes e foi descrito pelo paleontologista francês Jean Piveteau em 1926. Os dentes foram atribuídos diferentemente, não a um Stegosaurus, mas ao terópode Majungasaurus,[46] tido como um hadrossaurídeo ou até mesmo um crocodiliano, mas que atualmente é considerado como um possível anquilossauro.[39]

## Classificação

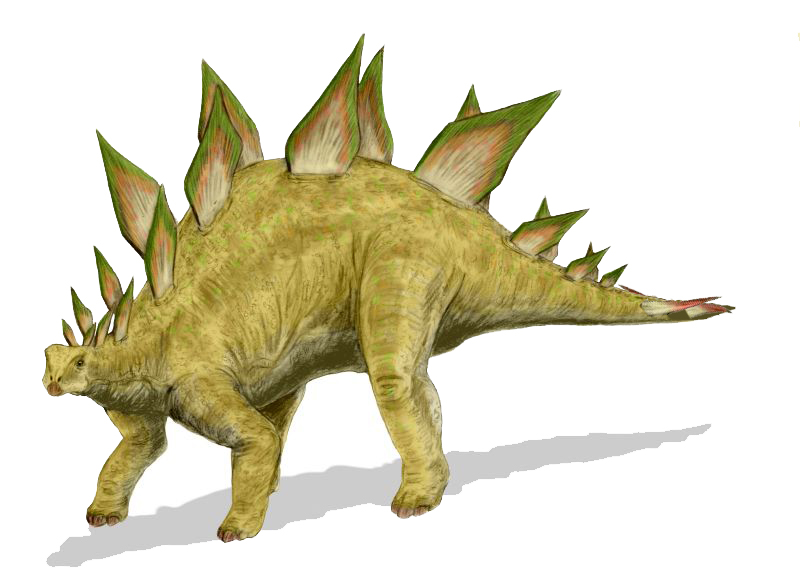
Restauração de S. ungulatus com uma disposição alternada de placas

Stegosaurus foi o primeiro gênero a ser nomeado da família Stegosauridae. É o gênero-tipo que dá nome à família. Stegosauridae é uma das duas famílias dentro da infraordem Stegosauria, com a outro sendo a Huayangosauridae. A infraordem Stegosauria encontra-se dentro da Thyreophora, ou dinossauros blindados, uma subordem que também inclui os mais diversos anquilossauros. Os estegossauros eram um clado de animais semelhantes em aparência, postura e forma e que diferiam principalmente em sua variedade de pontas e placas. Entre os parentes mais próximos de Stegosaurus estão Wuerhosaurus da China e Kentrosaurus da África Oriental.
O seguinte cladograma mostra a posição do Stegosaurus dentro da família Stegosauridae de acordo com o paleontologista português Octávio Mateus, de 2009:
|  | Dacentrurus |
|  |             |
|  | Miragaia    |
|  |             |

|  | Stegosaurus                                                    |
|  |                                                                |
|  | \| \| Wuerhosaurus \| \| \| \| \| \| Hesperosaurus \| \| \| \| |
|  |                                                                |
|  | Wuerhosaurus                                                   |
|  |                                                                |
|  | Hesperosaurus                                                  |
|  |                                                                |

|  | Wuerhosaurus  |
|  |               |
|  | Hesperosaurus |
|  |               |

|  | Dacentrurus |
|  |             |
|  | Miragaia    |
|  |             |

|  | Stegosaurus                                                    |
|  |                                                                |
|  | \| \| Wuerhosaurus \| \| \| \| \| \| Hesperosaurus \| \| \| \| |
|  |                                                                |
|  | Wuerhosaurus                                                   |
|  |                                                                |
|  | Hesperosaurus                                                  |
|  |                                                                |

|  | Wuerhosaurus  |
|  |               |
|  | Hesperosaurus |
|  |               |

|  | Dacentrurus |
|  |             |
|  | Miragaia    |
|  |             |

|  | Stegosaurus                                                    |
|  |                                                                |
|  | \| \| Wuerhosaurus \| \| \| \| \| \| Hesperosaurus \| \| \| \| |
|  |                                                                |
|  | Wuerhosaurus                                                   |
|  |                                                                |
|  | Hesperosaurus                                                  |
|  |                                                                |

|  | Wuerhosaurus  |
|  |               |
|  | Hesperosaurus |
|  |               |

|  | Dacentrurus |
|  |             |
|  | Miragaia    |
|  |             |

|  | Stegosaurus                                                    |
|  |                                                                |
|  | \| \| Wuerhosaurus \| \| \| \| \| \| Hesperosaurus \| \| \| \| |
|  |                                                                |
|  | Wuerhosaurus                                                   |
|  |                                                                |
|  | Hesperosaurus                                                  |
|  |                                                                |

|  | Wuerhosaurus  |
|  |               |
|  | Hesperosaurus |
|  |               |

|  | Dacentrurus |
|  |             |
|  | Miragaia    |
|  |             |

|  | Stegosaurus                                                    |
|  |                                                                |
|  | \| \| Wuerhosaurus \| \| \| \| \| \| Hesperosaurus \| \| \| \| |
|  |                                                                |
|  | Wuerhosaurus                                                   |
|  |                                                                |
|  | Hesperosaurus                                                  |
|  |                                                                |

|  | Wuerhosaurus  |
|  |               |
|  | Hesperosaurus |
|  |               |

|  | Dacentrurus |
|  |             |
|  | Miragaia    |
|  |             |

|  | Stegosaurus                                                    |
|  |                                                                |
|  | \| \| Wuerhosaurus \| \| \| \| \| \| Hesperosaurus \| \| \| \| |
|  |                                                                |
|  | Wuerhosaurus                                                   |
|  |                                                                |
|  | Hesperosaurus                                                  |
|  |                                                                |

|  | Wuerhosaurus  |
|  |               |
|  | Hesperosaurus |
|  |               |

|  | Dacentrurus |
|  |             |
|  | Miragaia    |
|  |             |

|  | Stegosaurus                                                    |
|  |                                                                |
|  | \| \| Wuerhosaurus \| \| \| \| \| \| Hesperosaurus \| \| \| \| |
|  |                                                                |
|  | Wuerhosaurus                                                   |
|  |                                                                |
|  | Hesperosaurus                                                  |
|  |                                                                |

|  | Wuerhosaurus  |
|  |               |
|  | Hesperosaurus |
|  |               |

|  | Dacentrurus |
|  |             |
|  | Miragaia    |
|  |             |

|  | Stegosaurus                                                    |
|  |                                                                |
|  | \| \| Wuerhosaurus \| \| \| \| \| \| Hesperosaurus \| \| \| \| |
|  |                                                                |
|  | Wuerhosaurus                                                   |
|  |                                                                |
|  | Hesperosaurus                                                  |
|  |                                                                |

|  | Wuerhosaurus  |
|  |               |
|  | Hesperosaurus |
|  |               |

### Origem
A origem do Stegosaurus é incerta, pois poucos restos de estegossaurídeos basais e de seus ancestrais são conhecidos. Recentemente, os estegossaurídeos tem demonstrado estar presentes nas regiões mais baixas da Formação Morrison, existindo há diversos milhões de anos antes da ocorrência do próprio Stegosaurus, com a descoberta do gênero relacionado Hesperosaurus do início do Kimmeridgiano. O primeiro estegossaurídeo (do gênero Lexovisaurus) foi descoberto na Formação Oxford Clay da Inglaterra e da França, mostrando que sua existência se deu do início ao meio do Calloviano. O gênero Huayangosaurus mais antigo e basal do Jurássico Médio da China (cerca de 165 milhões de anos atrás - Mya) antecedeu o Stegosaurus em 20 milhões de anos e é o único gênero da família Huayangosauridae. Um gênero mais antigo ainda é o Scelidosaurus, do Jurássico Inferior da Inglaterra, que viveu há aproximadamente 190 Mya. Ele possuía características de ambos os estegossauros e anquilossauros. Emausaurus da Alemanha foi um outro pequeno quadrúpede, enquanto Scutellosaurus do estado do Arizona, Estados Unidos, foi um gênero ainda mais antigo e era facultativamente bípede. Esses pequenos dinossauros levemente blindados estavam intimamente relacionados ao ancestral direto dos estegossauros e dos anquilossauros. Pegadas de um possível dinossauro blindado, de cerca de 195 Mya, foram encontradas na França.

## Paleobiologia

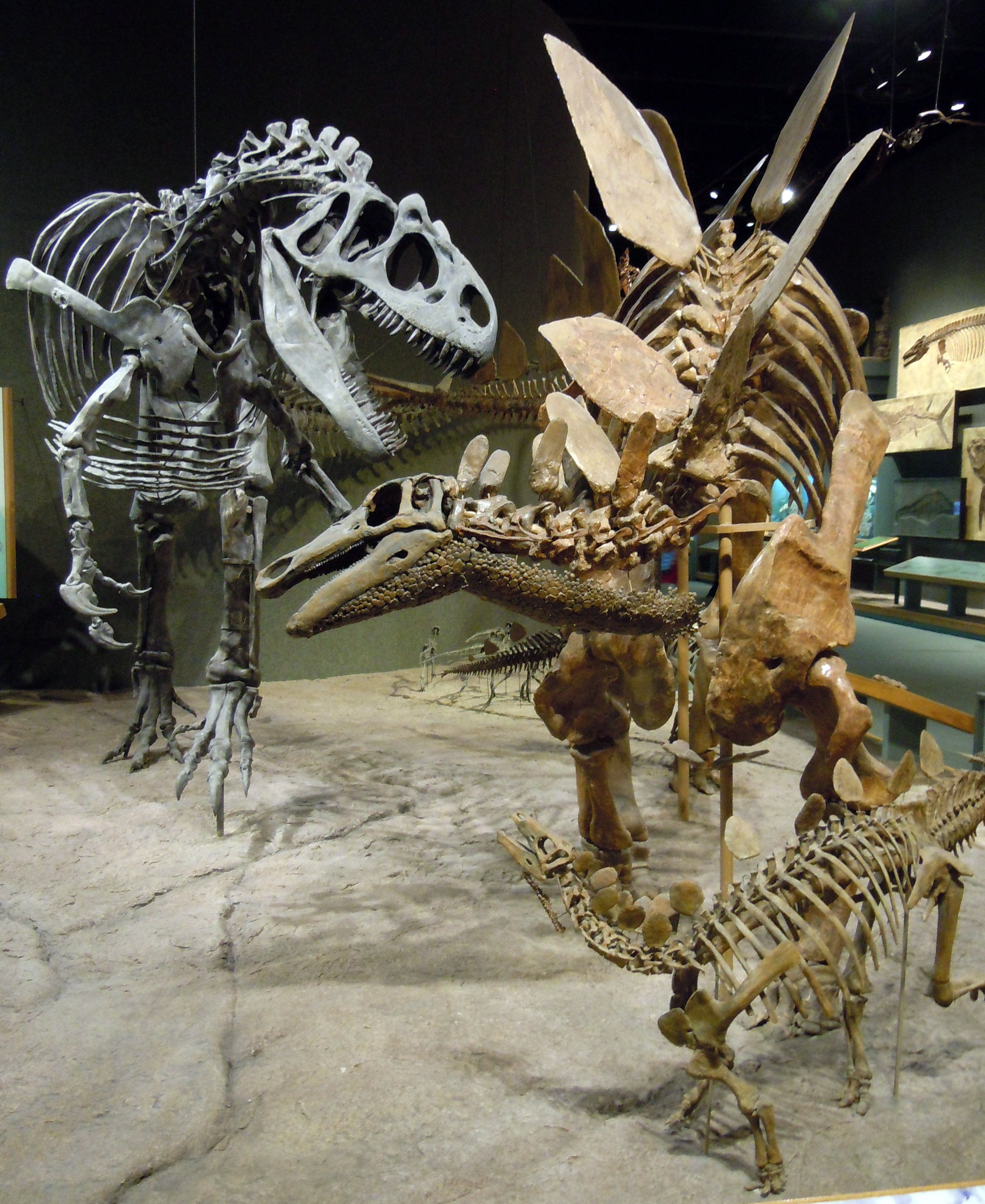
Exemplares adulto e juvenil de S. stenops montados como se estivessem sob o ataque de um Allosaurus fragilis, Museu de Natureza e Ciência de Denver

Logo após sua descoberta, Marsh considerou que
Stegosaurus poderia ter sido bípede, devido aos seus membros anteriores serem curtos. Ele havia mudado de ideia, no entanto, em 1891, depois de considerar o tamanho e o peso do animal. Embora o Stegosaurus seja, sem dúvida, hoje considerado quadrúpede, algumas discussões ocorreram sobre se ele poderia ter se erguido com suas patas traseiras, usando sua cauda para formar um tripé com seus membros posteriores, e procurado por folhagens mais altas. Isso foi proposto por Bakker e refutado pelo paleontologista japonês Kenneth Carpenter. Um estudo realizado pelo paleontologista alemão Heinrich Mallison (2010) defendeu a ideia de uma postura erguida no Kentrosaurus, embora não tenha confirmado a capacidade da cauda de agir como um tripé.
Stegosaurus tinha membros anteriores curtos em relação aos posteriores. Além disso, nos membros posteriores, a parte inferior (compreendida pela tíbia e fíbula) era curta em comparação com o fêmur. Isso sugere que ele não conseguia andar muito rápido, pois a passada das patas traseiras, em velocidade, teria ultrapassado a das dianteiras, dando a ele uma velocidade máxima de 6 a 7 quilômetros por hora (3,7 a 4,3 milhas por hora). Pegadas descobertas pelo paleontologista e conservador de museu norte-americano Matthew Timothy Mossbrucker (Museu de História Natural de Morrison, Colorado) sugerem que Stegosaurus viviam em grupos de várias idades. Um conjunto de trilhas é interpretado como pertencente a quatro ou cinco Stegosaurus bebês se movendo na mesma direção, enquanto outro tem a trilha de um Stegosaurus jovem com o rastro de um adulto sobreposto.

### Função das placas

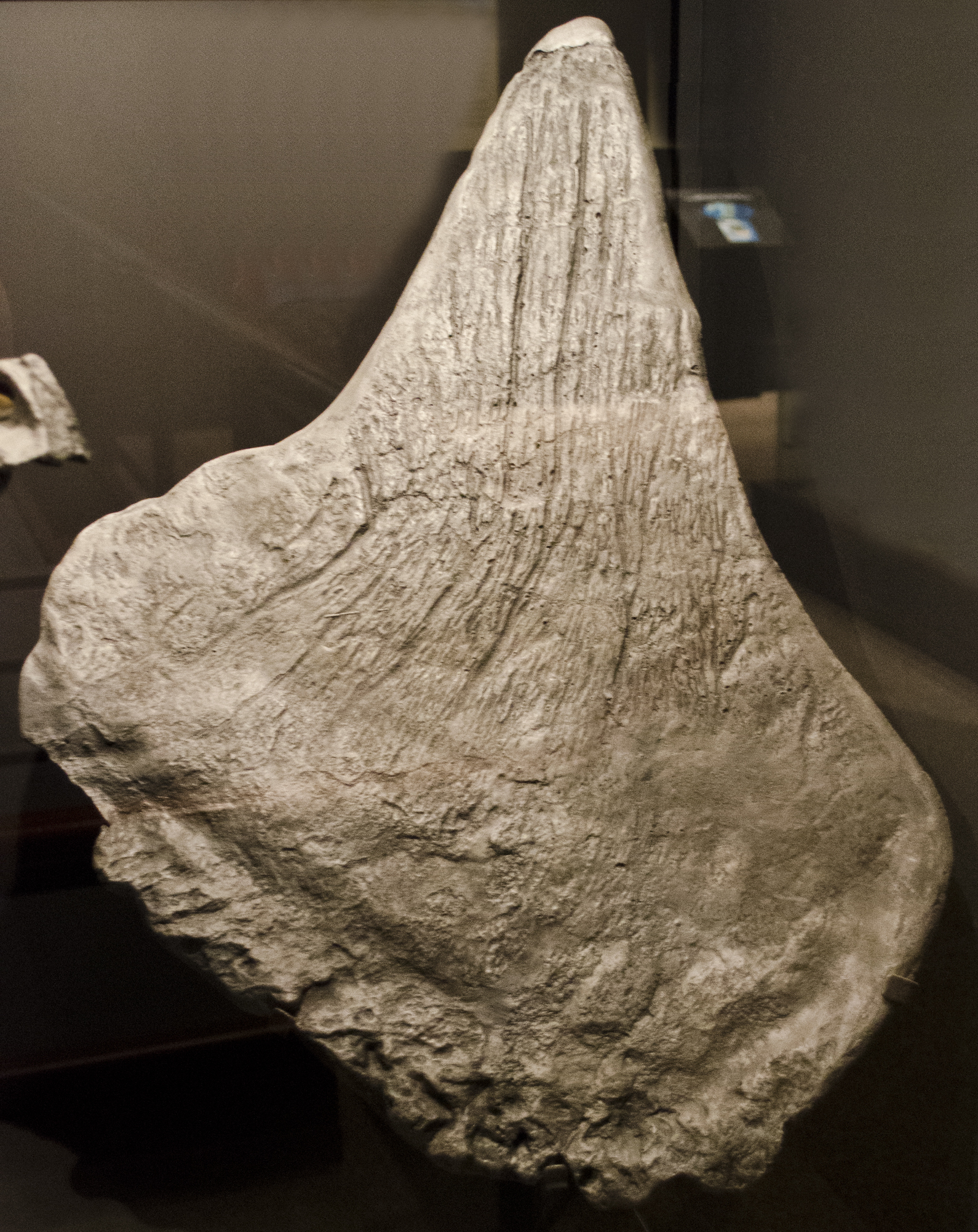
Molde de uma placa traseira, Museu das Montanhas Rochosas

A função das placas do Stegosaurus tem sido muito debatida. Marsh sugeriu que elas funcionariam como um tipo de armadura, embora o paleontologista russo Leo Shiovich Davitashvili (em 1961) tivesse contestado isso, alegando que elas eram muito frágeis e mal posicionados para propósitos defensivos, deixando as laterais do animal desprotegidas. No entanto, outros pesquisadores continuaram a apoiar a função defensiva. Bakker sugeriu, em 1986, que as placas fossem cobertas por chifres comparando a superfície das placas fossilizadas com os núcleos ósseos de chifres de outros animais conhecidos ou que possivelmente tinham chifres. Os paleontologistas Nicolai Andreas Christiansen e o suíço Emanuel Tschopp (2010), tendo estudado um espécime bem preservado de Hesperosaurus com impressões cutâneas, concluíram que as placas estavam cobertas por um revestimento de queratina e que as placas tinham principalmente a função defensiva, pois um revestimento de chifres teria fortalecido a placa como um todo, contanto que houvesse bordas de corte afiadas.
Outra possível função das placas é que elas poderiam ter ajudado no controle de temperatura do corpo do animal, de maneira similar às velas dos pelicossauros Dimetrodon e Edaphosaurus (e em elefantes modernos e nas orelhas de coelhos). As placas tinham vasos sanguíneos atravessando os sulcos e o ar que fluía ao redor das placas esfriava o sangue. O histologista e paleobiologista francês Vivian de Buffrénil, et al. (1986) encontraram uma "extrema vascularização na camada externa do osso", que foi vista como uma evidência de que as placas "atuaram como dispositivos termorregulatórios". Da mesma forma, as comparações estruturais de 2010 das placas do Stegosaurus com as osteodermas do Alligator parecem apoiar a conclusão de que havia a possibilidade de uma função termorreguladora nas placas do Stegosaurus definitivamente existe. Esta hipótese tem sido seriamente questionada, uma vez que seus parentes mais próximos, como o Kentrosaurus, tinham maiores áreas de superfície de espigões do que de placas, implicando que o resfriamento não era necessário o suficiente para exigir formações estruturais especializadas, como essas placas.

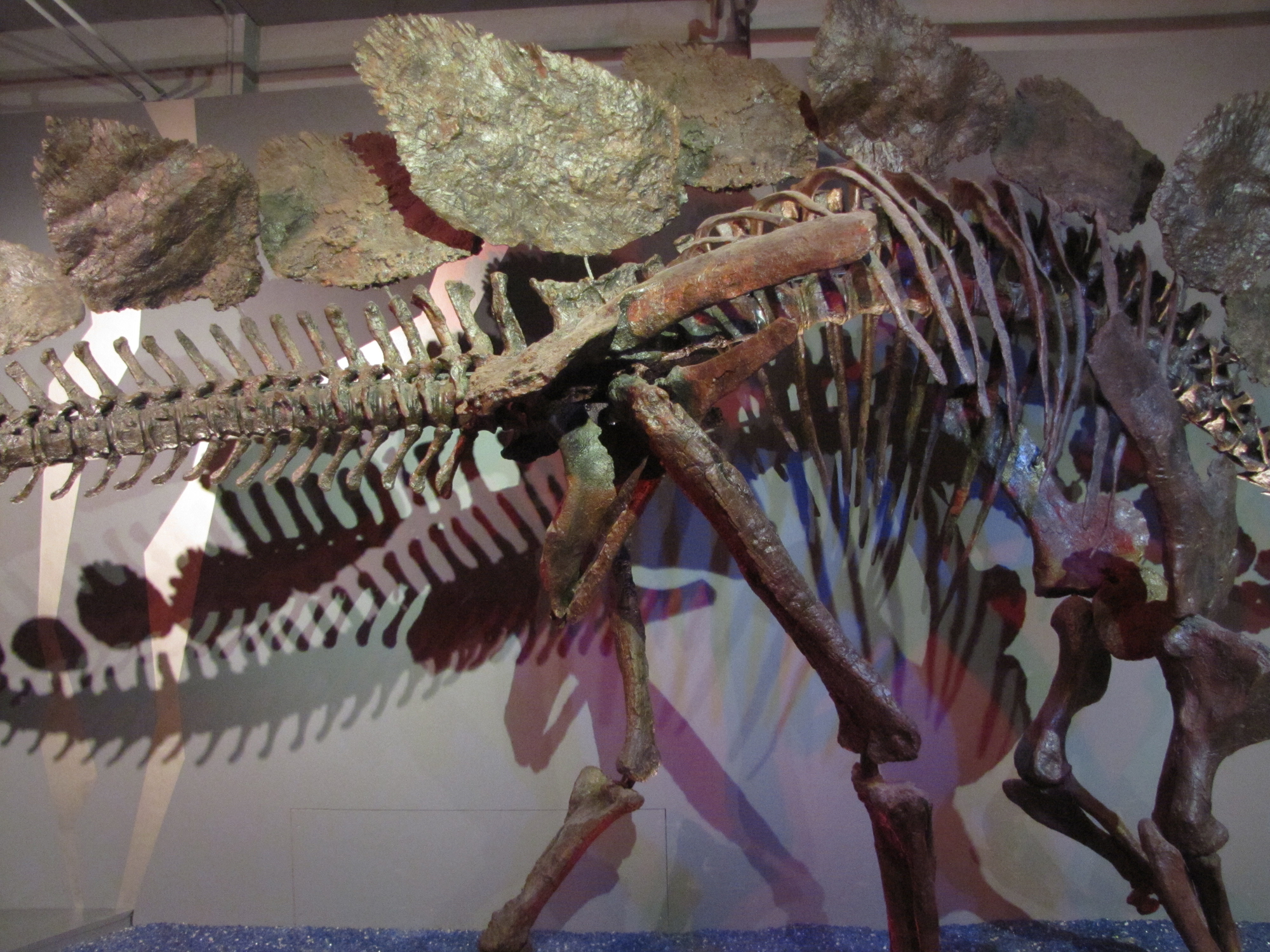
Placas do exemplar de Stegosaurus "Sophie"

Christiansen e Tschopp (2010) afirmam que a presença da camada de queratina lisa e isolante teria dificultado a termorregulação, mas tal função não pode ser totalmente descartada, já que bovinos e patos usam cornos e bicos para regular a temperatura, apesar de terem uma cobertura de queratina. Além disso, pesquisas histológicas da microestrutura da placa atribuíram a vascularização à necessidade de transportar nutrientes para o crescimento rápido da estrutura. No entanto, placas poderiam também ter ajudado o animal a aumentar a absorção de calor do sol. Como uma tendência de resfriamento ocorreu no final do Jurássico, um grande réptil ectotérmico como Stegosaurus poderia ter usado a área de superfície aumentada proporcionada pelas placas para absorver a radiação solar.
O tamanho grande das placas também sugere que elas poderiam ter servido para aumentar a altura aparente do animal, para intimidar inimigos ou para impressionar outros membros da mesma espécie em um tipo de exibição sexual. Um estudo de 2015 sobre os formatos e tamanhos das placas de Hesperosaurus sugeriu que elas eram sexualmente dimórficas, com placas largas vistas nos machos e placas mais altas nas fêmeas. Christiansen e Tschopp (2010) propuseram que a função de exibição teria sido reforçada pelo revestimento córneo que teria aumentado a superfície visível e tais estruturas de chifres muitas vezes são coloridas. Alguns sugeriram que as placas nos estegossauros eram usadas para permitir que os indivíduos identificassem outros membros de suas espécies. O uso de estruturas exageradamente grandes em dinossauros como identificação de espécies tem sido questionado, já que tal função não existe nas espécies modernas.
Bakker afirmou que Stegosaurus poderiam virar suas osteodermas de um lado para o outro para mostrar aos predadores uma série de espinhos e lâminas que impediriam que eles se aproximassem o suficiente do Stegosaurus para atacá-lo. Ele sustenta a ideia de que as placas tinham largura insuficiente para que elas permanecessem eretas de tal maneira que fossem utilizadas em exibições sem a necessidade de um esforço muscular contínuo. A mobilidade das placas, no entanto, tem sido contestada por outros paleontólogos. O sistema vascular das placas foi teorizado como tendo desempenhado um papel em exibições ameaçadoras, Stegosaurus poderia ter bombeado sangue para elas, levando-as a "ruborizar" (ficar vermelhas) dando um aviso colorido ao predador.

### Thagomizer (espigões da cauda)

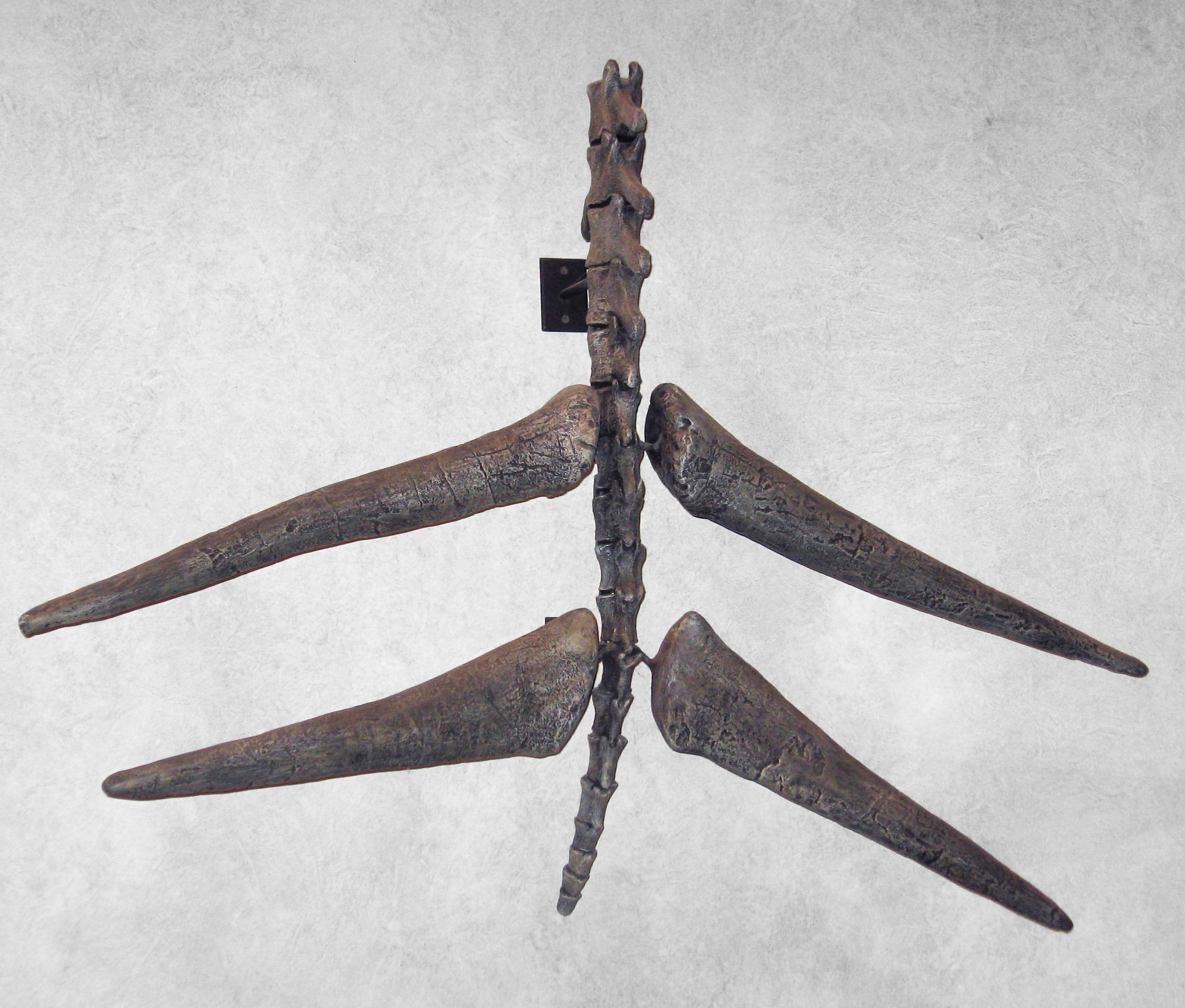
Thagomizer em uma cauda montada

Tem sido discutido se os espigões da cauda eram usados apenas em exibições, conforme proposto por Gilmore em 1914 ou se também eram usados como arma. Bakker observou que a cauda provavelmente teria sido muito mais flexível do que a de outros dinossauros, já que não dispunha de tendões ossificados, dando credibilidade à ideia da cauda ter sido utilizada como arma. No entanto, Carpenter considerou que as placas se sobrepunham a tantas vértebras da cauda, que o movimento seria limitado. Bakker também observou que Stegosaurus poderia ter movido sua parte traseira facilmente, mantendo seus grandes membros posteriores parados e empurrando-os com seus membros anteriores, fortes mas curtos, permitindo que ele girasse habilmente para lidar com um ataque. Mais recentemente, um estudo das pontas da cauda foi realizado pela paleontologista norte-americana Lori Ann McWhinney et al., e mostrou uma alta incidência de danos relacionados a traumas nos espigões, reforçando a ideia de que os espinhos eram de fato usados em combates. Este estudo mostrou que 9,8% dos espécimes de Stegosaurus examinados tiveram ferimentos em seus espinhos da cauda. Uma evidência adicional para essa ideia foi a descoberta de uma vértebra caudal perfurada de um Allosaurus, na qual um espigão da cauda de um Stegosaurus se encaixa perfeitamente.
S. stenops tinha quatro espigões dérmicos, cada um com cerca de 60 a 90 centímetros (2,0 a 3,0 pés) de comprimento. Descobertas da armadura articulada de Stegosaurus mostram, pelo menos em algumas espécies, que estas pontas se projetavam horizontalmente na cauda, e não na vertical como é frequentemente representado. Inicialmente, Marsh descreveu S. ungulatus como tendo oito pontas em sua cauda, diferente de S. stenops. No entanto, pesquisas recentes reexaminaram essa descrição e concluíram que essa espécie também tinha quatro.

### "Segundo cérebro"

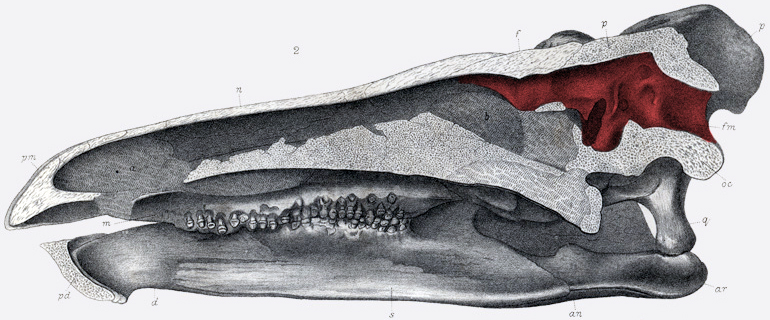
Cavidade cerebral de S. stenops marcada com vermelho

Uma vez, os estegossauros foram descritos como tendo um "segundo cérebro" em seus quadris. Logo depois de descrever Stegosaurus, Marsh observou um grande canal na região do quadril da medula espinhal, que poderia ter acomodado uma estrutura até 20 vezes maior do que o conhecido cérebro pequeno de Stegosaurus. Isso levou à ideia influente de que dinossauros como o Stegosaurus tinham um "segundo cérebro" na cauda, que poderia ter sido responsável pelo controle dos reflexos na parte posterior do corpo. A função deste "cérebro" foi sugerida como que se tivesse dado ao Stegosaurus um impulso temporário quando estava sob ameaça de predadores.
Esse espaço, no entanto, muito provavelmente servia para outros propósitos. A expansão sacro-lombar não é exclusiva de estegossauros, nem mesmo de saurópodes. Também está presente nas aves. No caso delas, esse canal contém o que é chamado de corpo de glicogênio, uma estrutura cuja função não é definitivamente conhecida, mas que é postulada para facilitar o fornecimento de glicogênio ao sistema nervoso do animal. Também pode funcionar como um órgão de equilíbrio, ou reservatório de compostos necessários para o sistema nervoso.

### Crescimento
Alguns Stegosaurus jovens foram preservados, provavelmente mostrando o crescimento do gênero. Os dois exemplares juvenis eram relativamente pequenos, com o indivíduo menor tendo 1,5 metros (4,9 pés) de comprimento, e o maior tendo um comprimento de 2,6 metros (8,5 pés). Os espécimes podem ser identificados como não adultos porque não possuem a fusão da escápula e do coracoide, e os membros posteriores inferiores. Além disso, a região pélvica dos espécimes é semelhante às de jovens de Kentrosaurus. Um estudo de 2009 de espécimes de Stegosaurus de vários tamanhos descobriu que as placas e espigões tinham atrasado o crescimento histológico em comparação com o do esqueleto e quando o dinossauro atingia a maturidade, o crescimento das osteodermas poderia ter ultrapassado em muito o do esqueleto. Um estudo de 2013 concluiu, com base na rápida deposição do altamente vascularizado osso fibrolamelar, que Kentrosaurus tinham uma taxa de crescimento mais rápida que o Stegosaurus, contradizendo a regra geral de que os dinossauros maiores cresciam mais rapidamente que os menores.

### Alimentação
Stegosaurus e gêneros relacionados eram herbívoros. No entanto, seus dentes e mandíbulas são muito diferentes dos de outros dinossauros ornitísquios herbívoros, sugerindo que eles tinham uma forma diferente de se alimentar que ainda não é muito bem compreendida. Os outros ornitísquios possuíam dentes capazes de moer material vegetal e uma estrutura de mandíbula capaz de se mover em movimentos planos e não apenas nos de cortar vegetação (ou seja, não tinham apenas o movimento de mastigação ortal de cima para baixo, ao qual as mandíbulas de provavelmente Stegosaurus eram limitadas). Ao contrário das mandíbulas robustas e dos dentes de trituração comuns aos seus companheiros ornitísquios, Stegosaurus (e todos os estegossauros) tinham pequenos dentes semelhantes a cavilhas que foram observados como facetas de desgaste horizontais associadas ao contato entre o dente e a comida e suas mandíbulas incomuns, que provavelmente só eram capazes de realizar movimentos ortais (de cima para baixo). Seus dentes "não estavam bem posicionados em um osso para uma mastigação eficiente", e não há evidências nos registros fósseis de estegossauros que mostrem que eles usavam gastrólitos — pedras ingeridas por alguns dinossauros (e algumas espécies atuais de aves) — para ajudar no processo de moagem, de modo que a forma exata como Stegosaurus obtinha e processava a quantidade de material vegetal necessário para manter seu tamanho, ainda é "mal entendida".

Ilustração da coroa dentária de Stegosaurus

Os estegossauros estavam amplamente distribuídos geograficamente no final do período Jurássico. Paleontologistas acreditam que eles teriam comido vegetais como musgos, samambaias, cavalinhas, cicas, pinhas e frutas. A pastagem de gramíneas, vista em muitos mamíferos herbívoros modernos, não teria sido possível para Stegosaurus, já que as gramíneas não existiam até o final do período Cretáceo, muito tempo depois de o Stegosaurus ter se extinguido.
Uma hipótese  de comportamento alimentar considera que eles eram exploradores de vegetação de pouca altura, de vegetação rasteira, que comiam os frutos de várias plantas sem flores, assim como folhagens, a não mais de 1 metro do solo. Por outro lado, se Stegosaurus pudesse ter se erguido sobre duas pernas, como sugerido por Bakker, ele poderia ter explorado vegetação e frutas altas, com adultos sendo capazes de forragear vegetais que ficava em até 6 metros (20 pés) acima do solo.
Uma análise detalhada feita por um computador de biomecânica sobre o comportamento alimentar de Stegosaurus foi realizada em 2010, usando dois modelos tridimensionais diferentes de dentes do gênero, dando propriedades e física realista. Dessa forma, se calculou a força de mordida usando esses modelos e as proporções do crânio do animal, assim como os ramos de árvores simulados de diferentes formas e durezas. As forças de mordida resultantes calculadas de Stegosaurus foram de 140,1 newtons para os dentes anteriores, 183,7 para os médios e 275 para os posteriores, o que significa que sua força de mordida era menor que a metade da de um Labrador retriever. Stegosaurus poderiam ter mordido facilmente galhos verdes pequenos, mas provavelmente tinham dificuldades com qualquer coisa com mais de 12 milímetros de diâmetro. Portanto, Stegosaurus provavelmente forrageava principalmente entre os galhos e folhagens menores, e teria sido incapaz de manusear pedaços maiores de plantas, a menos que o animal tivesse uma mordida muito mais forte do que o previsto nesse estudo.
No entanto, um estudo publicado em 20 de maio de 2016 pelo paleontologista Stephen Lautenschlager et al. indica que a força da mordida do Stegosaurus era mais forte do que se acreditava anteriormente. Comparações foram feitas entre ele (representado por um espécime conhecido como "Sophie" do Museu de História Natural do Reino Unido) e dois outros dinossauros herbívoros; Erlikosaurus e Plateosaurus para determinar se todos os três tinham forças de mordida semelhantes e nichos ecológicos parecidos. Com base nos resultados do estudo, foi revelado que Stegosaurus tinha uma mordida similar em força à dos mamíferos herbívoros modernos, em particular, à de bovinos e ovinos. Com base nesses dados, é provável que Stegosaurus também comiam plantas mais arborizadas e duras como as cicas, talvez até mesmo como um meio de dispersão de sementes dessas plantas. Os resultados foram publicados pela revista Scientific Reports.

## Paleoecologia

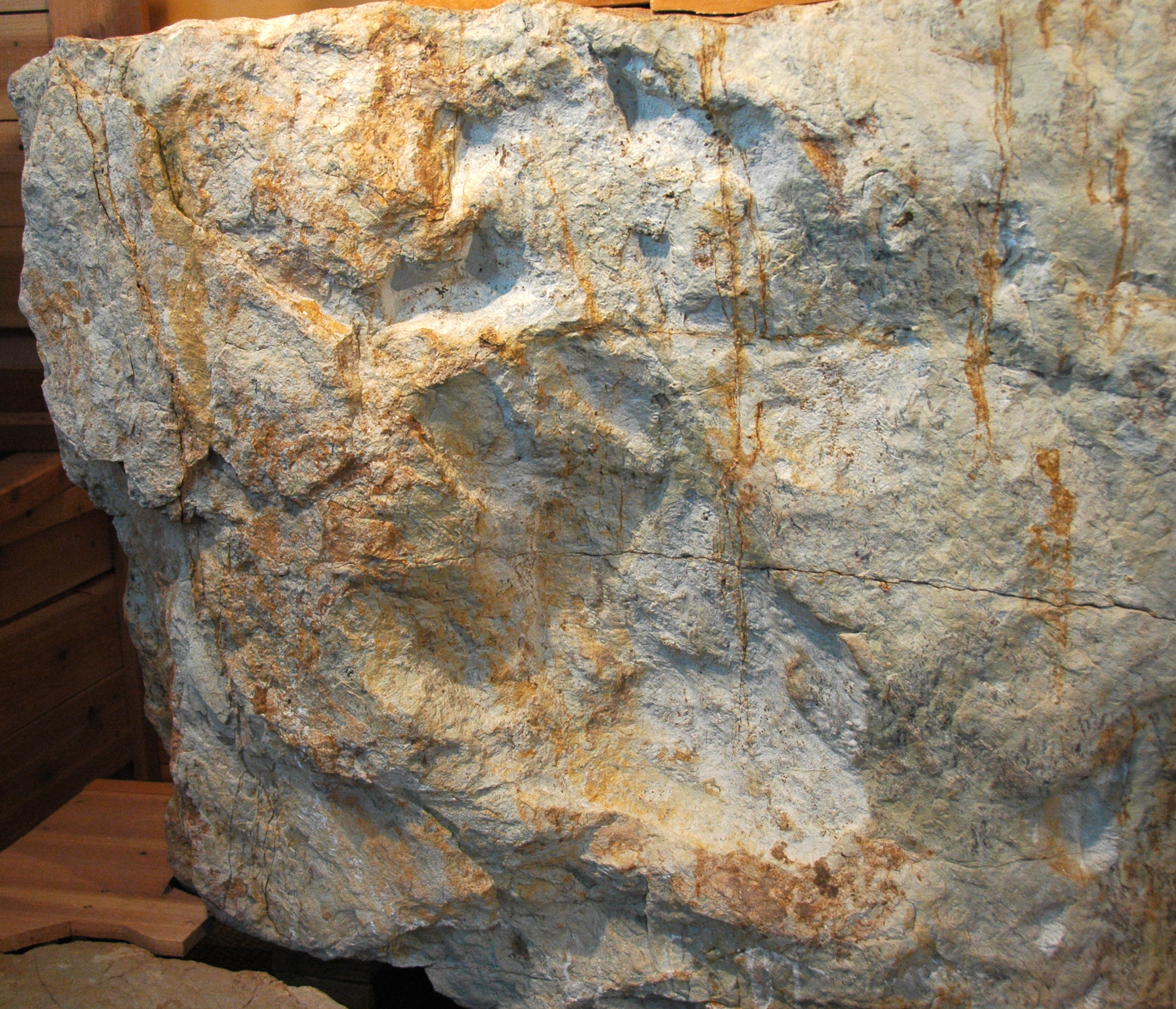
Pegadas de um adulto e um jovem Stegosaurus da Formação Morrison

A Formação Morrison é interpretada como um ambiente semiárido com estações úmidas e secas distintas e planícies aluviais. A vegetação variava de florestas fluviais cobertas de coníferas, samambaias e fetos (matas de galeria) a savanas de samambaias com árvores ocasionais, como as coníferas Brachyphyllum semelhantes a araucárias. A flora do período foi revelada por fósseis de algas verdes, fungos, musgos, cavalinhas, samambaias, cicas, gincgos e várias famílias de coníferas. Os fósseis de animais descobertos incluem bivalves, caracóis, actinopterígios, sapos, salamandras, tartarugas como Dorsetochelys, esfenodontes, lagartos, crocodilomorfos terrestres e aquáticos como Hoplosuchus, várias espécies de pterossauros como Harpactognathus e Mesadactylus, numerosas espécies de dinossauros e mamíferos primitivos como docodontes (como Docodon), multituberculados, simetrodontes e
triconodontes.
Os dinossauros que viviam ao lado de Stegosaurus incluíam os terópodes Allosaurus, Saurophaganax,
Torvosaurus, Ceratosaurus, Marshosaurus,
Stokesosaurus, Ornitholestes, Coelurus e Tanycolagreus. Os saurópodes dominavam a região e incluíam Brachiosaurus, Apatosaurus,
Diplodocus, Camarasaurus e Barosaurus. Outros ornitísquios incluíam o Camptosaurus,
Gargoyleosaurus, Dryosaurus, Othnielosaurus e Drinker. O Stegosaurus é comumente encontrado nos mesmos locais que Allosaurus, Apatosaurus,
Camarasaurus e Diplodocus. No entanto, Stegosaurus poderia ter preferido ambientes mais secos do que esses outros dinossauros.

## Na cultura popular

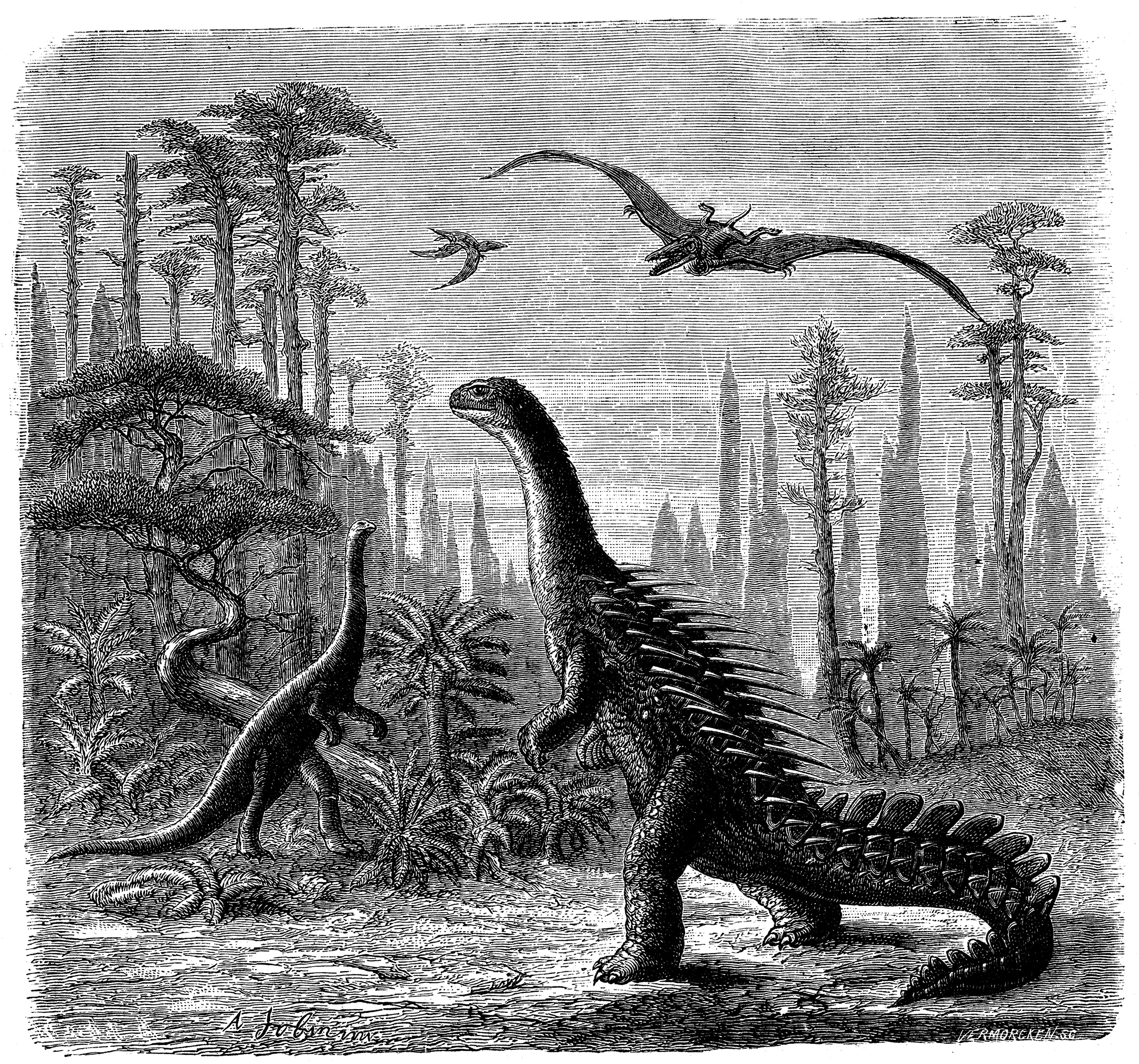
Primeira restauração de um Stegosaurus por A. Tobin, 1884

Um dos mais reconhecidos entre todos os dinossauros, Stegosaurus é retratado em filmes, desenhos animados e quadrinhos e como brinquedos infantis. Devido à natureza fragmentária da maioria dos achados fósseis de Stegosaurus, demorou muitos anos até que restaurações razoavelmente precisas desses animais pudessem ser produzidas. A primeira imagem popular de Stegosaurus foi uma gravura produzida por A. Tobin para a edição de novembro de 1884 da revista Scientific American, que incluía o dinossauro em meio a uma paisagem especulativa do seu período na região de Morrison. Tobin restaurou Stegosaurus como um bípede de pescoço longo, com as placas dispostas ao longo da cauda e suas costas cobertas de espinhos. Essa cobertura de espigões poderia ter sido baseada em uma má interpretação dos seus dentes, que Marsh notou serem estranhamente moldados, cilíndricos e por terem sido encontrados espalhados, de tal forma que ele achava que poderiam ser pequenos espinhos dérmicos.
Marsh publicou sua reconstrução óssea mais precisa de Stegosaurus em 1891 e, dentro de uma década, o dinossauro já havia se tornado um dos mais ilustrados. Knight publicou sua primeira ilustração de
Marsh publicou sua reconstrução óssea mais precisa de Stegosaurus em 1891 e, dentro de uma década, o dinossauro já havia se tornado um dos mais ilustrados. Knight publicou sua primeira ilustração de Stegosaurus ungulatus baseado na reconstrução óssea de Marsh em uma edição de novembro de 1897 da revista The Century Magazine. Esta ilustração mais tarde viria a se tornar a base do boneco stop motion usado no filme de 1933, King Kong. Como a reconstrução de Marsh, a primeira restauração de Knight tinha uma única fileira de placas grandes, embora em seguida ele tenha usado uma dupla para sua pintura mais conhecida de 1901, produzida sob a direção de Lucas. Novamente sob o comando de Lucas, Knight revisou sua versão do Stegosaurus novamente dois anos depois, produzindo um modelo com uma fileira dupla de placas escalonadas. Knight iria pintar um Stegosaurus com uma fileira dupla em 1927 para o Museu Field de História Natural, e teve sua isei adotada por Rudolph F. Zallinger, que pintou o Stegosaurus da mesma maneira forma em seu mural "Age of Reptiles" no Museu Peabody em 1947.

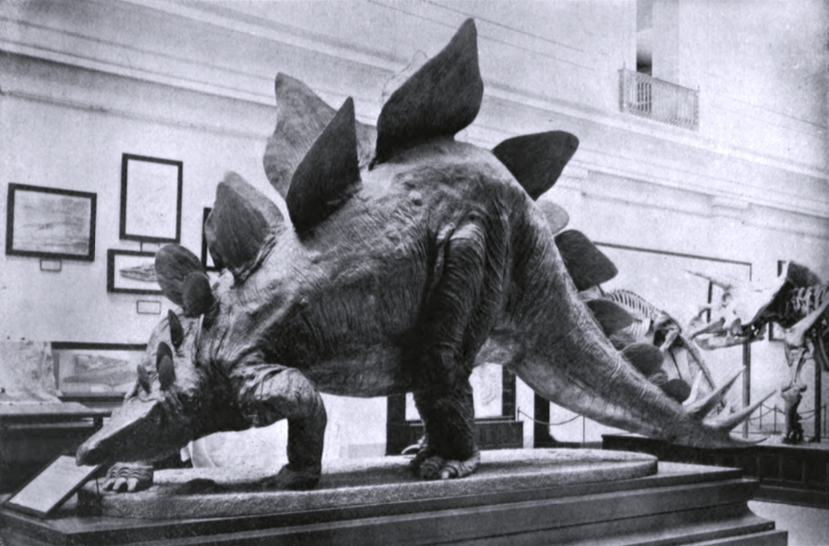
Restauração de Stegosaurus stenops em tamanho natural no Museu Nacional dos Estados Unidos, cerca de 1911

Stegosaurus fez sua grande estreia pública como um modelo de papel machê encomendado pelo Museu Nacional de História Natural dos Estados Unidos para a Exposição de Compra da Louisiana em 1904. O modelo era baseado na última miniatura de Knight com a fileira dupla de placas escalonadas, e foi exibido no Edifício do Governo dos Estados Unidos numa exposição em St. Louis, antes de ser transferido para Portland, em Oregon, para a Exposição do Centenário de Lewis e Clark, em 1905. O modelo foi transferido para o Museu Nacional de História Natural Smithsoniano (hoje Edifício das Artes e Indústrias) em Washington D.C., juntamente com outras exibições da pré-história, e para o atual Museu Nacional de História Natural, construído em 1911. Após as reformas no museu na década de 2010, o modelo foi transferido novamente para exibição no Museu da Terra em Ithaca, em Nova Iorque.

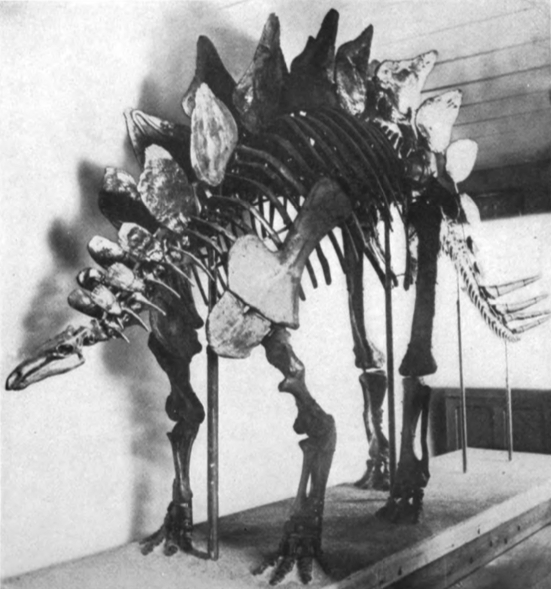
Primeiro esqueleto montado de uma espécie do gênero (S. ungulatus), Museu Peabody de História Natural, 1910

A popularidade do Stegosaurus deve-se em parte à sua proeminente exibição em museus de história natural. Embora considerado um dos tipos mais característicos de dinossauro, as exposições de Stegosaurus estavam ausentes na maioria dos museus durante a primeira metade do século XX, em grande parte devido à natureza desarticulada da maioria dos espécimes fósseis. Até 1918, o único esqueleto montado de Stegosaurus no mundo era a espécie-tipo S. ungulatus de Marsh no Museu Peabody de História Natural, que foi colocado em exibição em 1910. No entanto, este foi desmontado em 1917, quando o antigo prédio do Museu Peabody foi demolido. Este exemplar historicamente significativo foi remontado antes da abertura do novo edifício do Museu Peabody em 1925. 1918 viu a conclusão da segunda montagem de Stegosaurus, e uma primeira representando S. stenops. Esta montagem foi criada sob a direção de Gilmore no Museu Nacional de História Natural dos Estados Unidos. Era um composto de vários esqueletos, principalmente do USNM 6531, com proporções destinadas a seguir de perto o espécime-tipo S. stenops, que estava em uma exibição em relevo nas proximidades desde 1918. A antiga montagem foi desmontada em 2003 e substituída por um molde em uma postura atualizada em 2004. Um terceiro esqueleto montado de Stegosaurus, referido a S. stenops, foi exposto no Museu Americano de História Natural em 1932. Montado sob a direção de Charles J. Long, a montagem no Museu Americano era uma exibição composta por vestígios parciais preenchidos com réplicas baseadas em outros espécimes. Em seu artigo sobre a nova montagem para o periódico do museu, o paleontologista norte-americano Barnum Brown descreveu (e contestou) o equívoco popular de que Stegosaurus tinha um "segundo cérebro" nos quadris. Outra montagem composta, usando espécimes referentes a S. ungulatus coletados do Monumento Nacional dos Dinossauros entre 1920 e 1922, foi exposta no Museu Carnegie de História Natural em 1940.

### De tradução
- Este artigo foi inicialmente traduzido, total ou parcialmente, do artigo da Wikipédia em inglês cujo título é «Stegosaurus», especificamente desta versão.

### Do texto
1. ↑  Não se deve confundir o gênero estegossauro (Stegosaurus) com a ordem de estegossauros (Stegosauria).
2. ↑  Centrum (plural: centra), também conhecido como centro vertebral, é a grande porção média anterior de uma vértebra que juntamente com o arco neural (um arco vertebral posterior) consiste o corpo da vértebra.[15]
3. ↑  Espinho neural é um processo espinhoso de vértebras que fica localizado no arco neural.[16]